# ضریب افزایش انرژی همجوشی

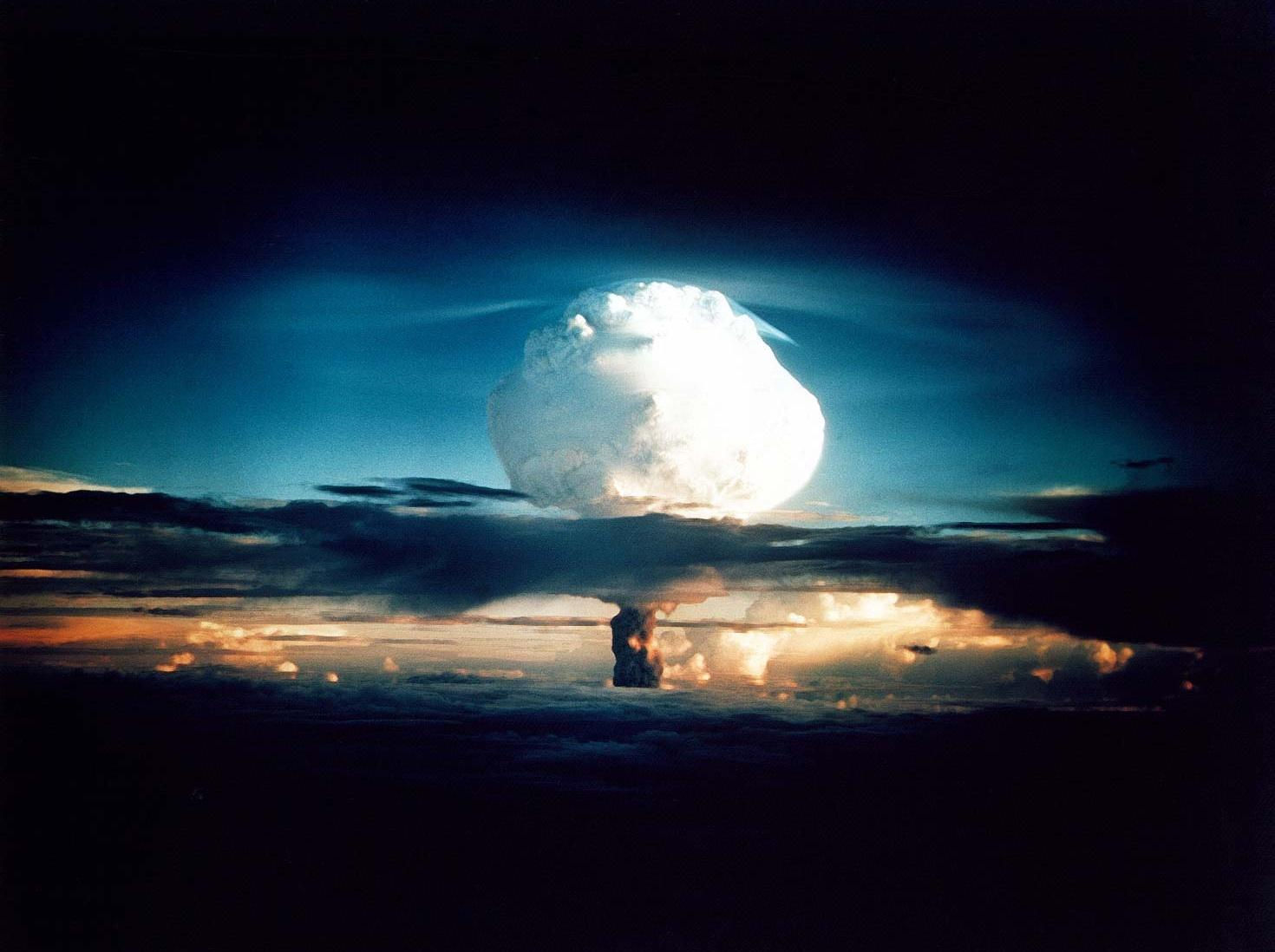
انفجار بمب هیدروژنی آیوی مایک تا امروز بمب هیدروژنی تنها وسیله‌ای بوده‌است که توانسته به ضریب افزایش انرژی همجوشی؛ به‌طور قابل توجهی بزرگتر از ۱، دست یابد.

ضریب افزایش انرژی همجوشی (انگلیسی: Fusion energy gain factor) ضریب افزایش انرژی همجوشی که معمولاً با نماد Q بیان می‌شود، نسبت توان همجوشی تولید شده در راکتور همجوشی هسته‌ای به توان لازم برای حفظ پلاسما در حالت پایدار است. شرایط Q = ۱، زمانی که توان آزاد شده توسط واکنش‌های همجوشی برابر با توان گرمایشی مورد نیاز باشد، به عنوان نقطه سربه‌سر یا در برخی منابع، نقطه سربه‌ساخت علمی نامیده می‌شود.
انرژی تولید شده توسط واکنش‌های همجوشی ممکن است در داخل سوخت جذب شود و منجر به خود گرم شدن شود. اکثر واکنش‌های همجوشی حداقل بخشی از انرژی خود را به شکلی آزاد می‌کنند که نمی‌تواند در پلاسما جذب شود، بنابراین یک سیستم در Q = ۱ بدون گرمایش خارجی خنک می‌شود. با سوخت‌های معمولی، انتظار نمی‌رود که خودگرم شدن در راکتورهای همجوشی با منابع خارجی حداقل تا ۵ ≈ Q مطابقت داشته باشد. در این مرحله واکنش به حالت خودپایدار تبدیل می‌شود، شرایطی که احتراق نامیده می‌شود و عموماً برای طراحی‌های عملی راکتور بسیار مطلوب در نظر گرفته می‌شود. احتراق با Q بی‌نهایت مطابقت دارد، در این صورت برای شروع واکنش‌های همجوشی خودپایه در پلاسما به انرژی ورودی نیاز نیست.